# GMSC
Pour les articles homonymes, voir GMSC (homonymie).
Le GMSC (Gateway Mobile Switching Center) est un élément d'un réseau de téléphonie mobile.  C'est une variante de MSC qui réalise une fonction "passerelle" (gateway) avec le réseau téléphonique commuté public (de signalisation et circuits); il met en forme et convertit la voix et les protocoles employés par les terminaux compatibles GSM d'un réseau mobile GSM et UMTS

Schéma d'un réseau GSM.

Pour les appels entrants vers les mobiles, il interagit avec le HLR (Home Location Register) pour obtenir des informations de routage et de localisation de l'abonné.